# Gréixer
|  | Per a altres significats, vegeu «Gréixer (Guardiola de Berguedà)». |

Gréixer és una entitat de població del municipi de Ger a la Baixa Cerdanya. El 2012 tenia 32 habitants. Es troba a una alçada de 1.345 m. Hi destaca l'església romànica de Sant Climent de Gréixer.

## Història
La primera comunitat, l'any 879 o 880, de la vall de Ripoll, després de la conquesta pel comte Guifré, fou dirigida per Daguí, fins llavors sacerdot a l'església de Gréixer. Se sap que el 20 d'abril del 888, el comte Guifré, al construir el cenobi de Santa Maria de Ripoll, va fer donació al mateix, del poble i església de Gréixer.
La població de Gréixer va patir un atac de les tropes de G. Blanc, R. Sadurní i G. d'Aragall, que el van incendiar a la primavera de 1261. Un mes més tard eren absolts pel veguer de la Cerdanya i el Conflent.

## Séquia de Gréixer
El factor principal de riquesa per la població és la Séquia de Grèixer, que rega 150,28 ha amb un cabal mitjà equivalent en el mes de màxim consum 100 l/s (juliol) i les condicions específiques:
1.- El cabal pràctic o instantani i intermitent ha de ser equivalent al continu inscrit, inversament proporcional a aquest en funció del temps que realment s'utilitzi, sense ultrapassar en aquest mes el volum de 267.840,00 m³ d'aigua, ni el cabal màxim puntual de 130 l/s. El volum màxim anual és de 583.687,00 m³.
2.- La data de caducitat o reversió a l'Estat queda fixada en el dia 2061.01.01., segons Resolució inicial del Govern Civil de data 1927.12.14; Ordre Ministerial del 1954.12.15, Resolució de la CHE del 2007.03.12 i Resolució de modificació de característiques i de trasllat de seient registral de la Confederació Hidrogràfica de l'Ebre de data 31/01/2011.
La reclosa és a les coordenades UTM (ED50) E(X):399731.0-N(Y)4699954.0 i a una alçada de 1.483 m, al riu Duran, a la Captació número 1: paratge Greixa, del municipi de Meranges (la Cerdanya).